# Pantoporia evanescens
Pantoporia evanescens är en fjärilsart som beskrevs av Otto Staudinger 1886. Pantoporia evanescens ingår i släktet Pantoporia och familjen praktfjärilar. Inga underarter finns listade i Catalogue of Life.